# 체게트

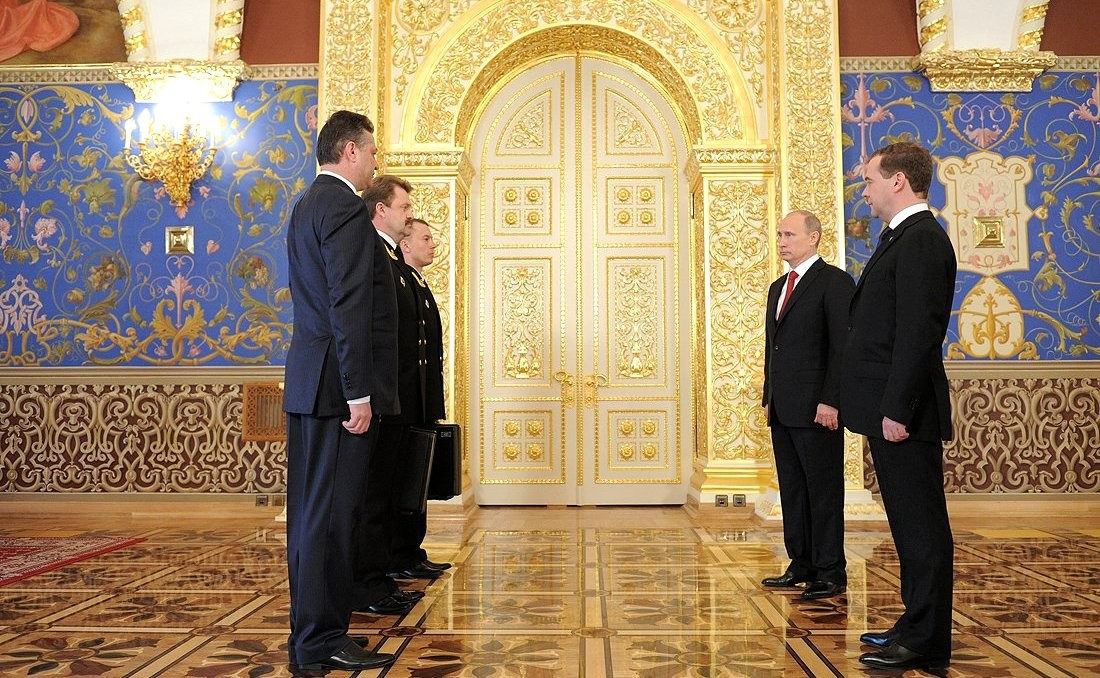
2012년 러시아의 블라디미르 푸틴 신임 대통령이 드미트리 메드베데프 전임 대통령으로부터 체게트 핵가방을 넘겨받고 있다.

체게트(러시아어: Чегет)란 러시아 대통령의 핵가방을 말한다. 러시아 카바르디노발카르 공화국의 체게트 산에서 이름을 따왔다. 체게트와 연동되는 러시아 전략로켓군 사령부의 핵미사일 지휘통제실은 카즈벡 산의 이름을 따서, 카즈벡이라고 부른다.

## 역사
1950년대 미국 드와이트 D. 아이젠하워 대통령은 뉴클리어 풋볼이라는 세계 최초의 핵가방을 만들었다. 반면에, 소련은 1980년대에 들어서, 유리 안드로포프 서기장(대통령)이 체게트 핵가방을 만들었다. 확실하지는 않지만, 체게트 핵가방은 러시아 국방부와 러시아군 총참모장(합참의장)에게도 지급된 것으로 추측된다.
체게트(Cheget)가 활성화되어 핵미사일 발사명령이 내려지면, 캅카스(Kavkaz)라고 불리는 비밀 통신체계를 통해, 카즈베크(Kazbek)라고 불리는 러시아 전략로켓군 사령부의 핵미사일 지휘통제실에 전달되어 러시아 육해공군의 모든 핵미사일이 일제히 발사된다.
1995년 1월 25일 노르웨이 로켓 사건으로 미국과 노르웨이 과학자가 개발한 무게 100 kg, 4단 사운딩 로켓인 블랙 브란트 7호가 사전에 통지되지 않고 발사되어, 러시아 모스크바를 향하자, 체게트가 활성화된 적이 있다.

## 같이 보기
- 뉴클리어 풋볼 - 미국 대통령의 핵가방
- 핵가방